# 시마오 인터내셔널 플라자
쉬마오 인터내셔널 플라자(중국어:上海世茂国际广场)는 중화인민공화국 상하이시 황푸구에 위치한 60층에 높이 333.3m의 마천루이다. 이 건물은 2006년에 완공되었다. 이 건물은 두 개의 첨탑을 가지고 있다. 건물의 대부분(48층까지)은 770개의 객실이 있는 5성급 호텔이며, 9층의 쇼핑몰과 3층의 전용 클럽을 가지고 있다.

사진
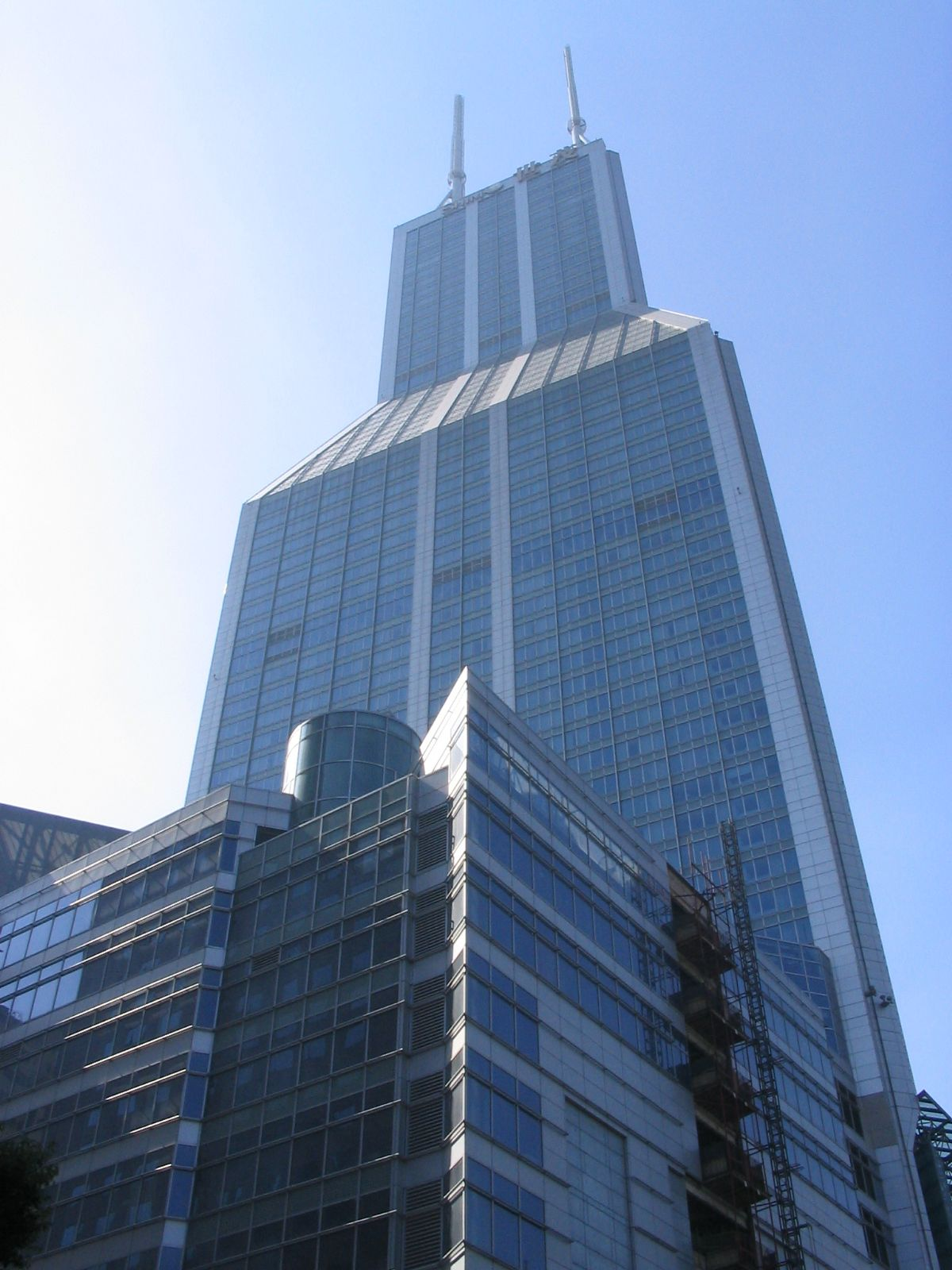
쉬마오 인터내셔널 플라자 동부 외관
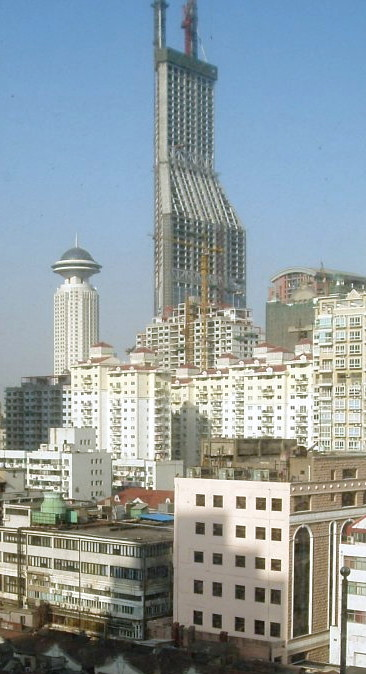
2005년 건설 당시의 쉬마오 인터내셔널 플라자

## 같이 보기
- 상하이시의 마천루 목록